# Arunaćala pradakszina

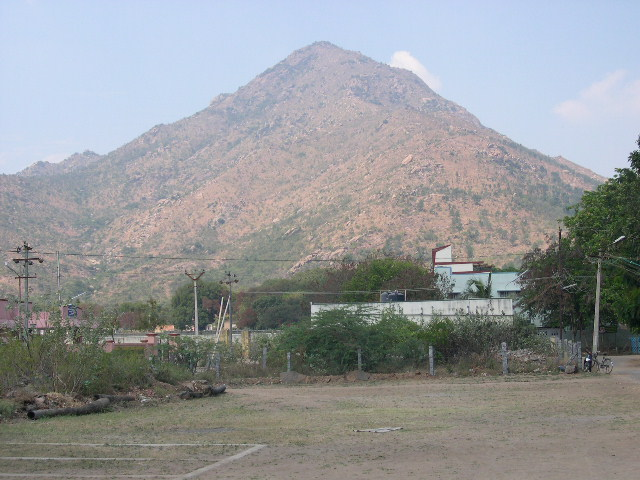
Góra Arunaćala

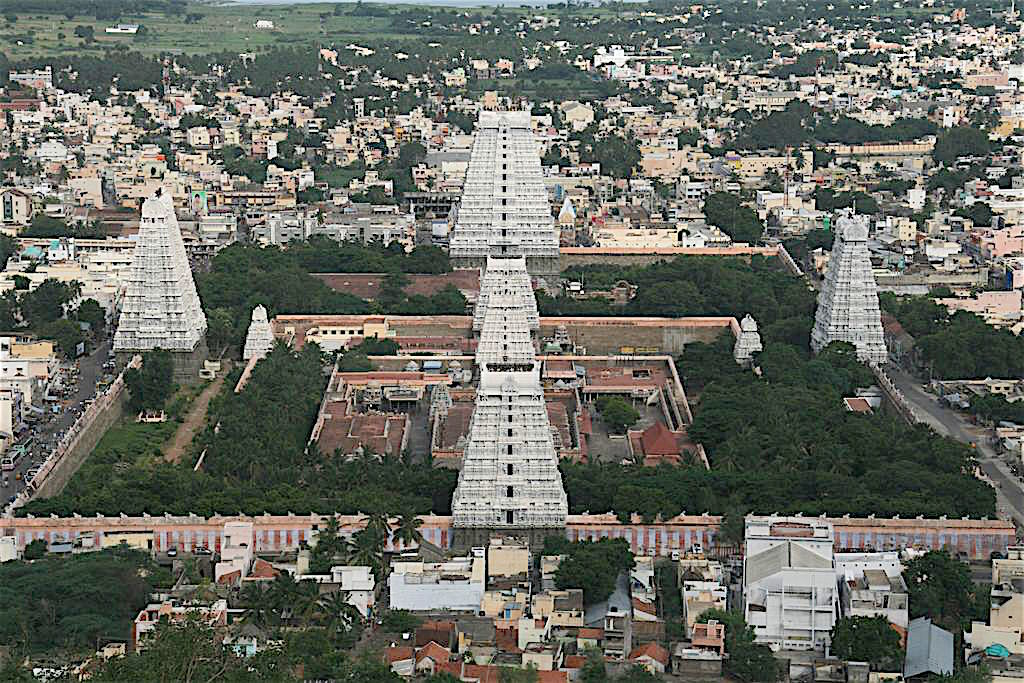
Świątynia Arunaćaleśwar w Tiruvannamalai – widok z Arunaćali

Arunaćala pradakszina (tamil. arunaćala giri walam) – hinduistyczna pielgrzymka wokół góry Arunaćali w Tiruvannamalai w stanie Tamilnadu w Indiach. Odbywa się ją idąc kilka godzin pieszo, zgodnie z ruchem wskazówek zegara.
Najważniejsze obiekty odwiedzane przez pielgrzymów podczas marszu to:
- mandiry:
  - Świątynia Arunaćaleśwar w Tiruwannamalai
  - Adi Annamalai

- osiem lingamów rozmieszczonych w ośmiu kierunkach, ku czci:

1. Jamy,
2. Nirrythi,
3. Waruny,
4. Waju,
5. Kubery,
6. Iśanji,
7. Indry
8. Agniego.

- aśramy:
  - Sri Ramanasramam
  - Agasthiar Ashram
  - Andra Ashram (Sri Nanagaru)